# Geheimrat
Geheimrat era o título dos mais altos funcionários assessores nas cortes imperiais, reais ou principescas do Sacro Império Romano-Germânico, que juntos formavam o Geheimer Rat subordinado ao governante. O termo permaneceu em uso durante os reinados monárquicos subsequentes nas áreas de língua alemã da Europa até o final da Primeira Guerra Mundial. Na sua origem, o significado literal da palavra em alemão era 'conselheiro de confiança' - a palavra "geheim" (segredo) implicando que tal conselheiro poderia ser confiável com os segredos do Monarca (semelhante a "secretário" em inglês sendo linguisticamente relacionado a "segredo"). O equivalente em inglês é Privy Councillor.
O cargo que contribui para a política e a legislação do estado teve suas raízes na era do absolutismo a partir do século 17, quando uma administração governamental por uma burocracia dependente foi estabelecida semelhante ao Conseil du Roi francês. Um precursor foi o Reichshofrat, um órgão judicial estabelecido pelo imperador Maximiliano I de Habsburgo. Na Áustria, o título profissional de Hofrat (Conselheiro da Corte) permaneceu em uso como um título oficial para servidores públicos merecidos até hoje.
Com a dissolução do Império e a ascensão do Constitucionalismo após a Revolução Francesa, o cargo de Geheimrat tornou-se um título honorífico conferido pelos estados alemães a altos funcionários, acompanhado do endereço Exzellenz. Durante esse período, surgiram títulos relacionados não mais afiliados a um escritório, como  Geheimer Kommerzienrat, um prêmio para contribuições notáveis no campo do comércio e indústria, ou  Geheimer Medizinalrat, um prêmio por contribuições notáveis para a medicina. O termo também é usado em combinação com a palavra Ecke – Geheimratsecke, que descreve coloquialmente a calvície de padrão masculino nas 'bordas' da testa (ou seja, nos 'cantos' superiores do rosto).
Na República da Áustria, o título foi oficialmente abolido em 1919. Na Alemanha, o título desapareceu em grande parte após a queda do Império Alemão em 1918, quando os vários estados principescos da Alemanha foram substituídos pelos estados constituintes da República de Weimar, embora Geheimräte continuasse a ser nomeado pelo Estado Livre da Baviera. No entanto, muitos homenageados continuaram a usá-lo, e o título Geheimrat, sua abreviatura Geh. Rat e abreviações relacionadas (Geh. Med.-Rat, Geh. Ober-Med.-Rat e até mesmo Geh. Hofrat) aparecem em legendas até a década de 1930, como as usadas pelos Arquivos Federais Alemães.

## Geheimrätenotáveis
- Nicholas Rémy (1530 – 1616), título concedido em 1575 pelo duque Carlos III da Lorena
- Raimondo Montecuccoli (1609-1680), em 1660 pelo imperador Leopoldo I
- Gottfried Leibniz (1646–1716), em 1678 pelo duque João Frederico de Brunsvique-Luneburgo
- Andrey Osterman (1686-1747), em 1721 pelo imperador Pedro I da Rússia
- Emer de Vattel (1714-1767), em 1758 pelo eleitor Frederico Augusto II da Saxônia
- Mathias Franz Graf von Chorinsky Freiherr von Ledske (1720–1786), em 1778 pela imperatriz reinante Maria Teresa do Sacro Império Romano [3]
- Johann Wolfgang von Goethe (1749-1832), em 1779 pelo duque Carlos Augusto de Saxe-Weimar
- Samuel Thomas von Sömmerring (1755–1830), em 1810 pelo rei Maximiliano I José da Baviera
- Carl Friedrich Gauss (1777-1855),
- Joseph Freiherr von Eichendorff (1788-1857), em 1841 pelo rei Frederico Guilherme IV da Prússia
- Friedrich Georg Wilhelm von Struve (1793-1864), em 1856 pelo imperador Alexandre II da Rússia
- Johann Gustav Stickel (1805-1896), Carlos Frederico, grão-duque de Saxe-Weimar-Eisenach
- Heinrich von Stephan (1831-1897), em 1868 pelo rei Guilherme I da Prússia
- Felix Draeseke (1835–1913), em 1906 pelo rei Frederico Augusto III da Saxônia
- Richard Assmann (1845–1918), pelo imperador alemão Rei Guilherme II da Prússia
- Felix Klein (1849–1925)
- Ignaz Bing (1840–1918), industrial e naturalista, Geh. Kommerzienrat
- Adolf von Harnack (1851-1930), pelo imperador alemão Rei Guilherme II da Prússia
- Friedrich Loeffler (1852–1915), pelo imperador alemão Rei Guilherme II da Prússia
- Georg von Schanz (1853–1931), em 1914 pelo rei Luís III da Baviera
- Emil Adolf von Behring (1854–1917), em 1903 pelo imperador alemão Rei Guilherme II da Prússia
- Paul Ehrlich (1854–1915), em 1911 pelo imperador alemão Rei Guilherme II da Prússia
- Ferdinand Tönnies (1855–1936), em 1917 pelo imperador alemão Rei Guilherme II da Prússia
- Theodor Curtius (1857 – 1928), em 1895 pelo imperador alemão Rei Guilherme II da Prússia
- Max Planck (1858–1947), pelo imperador alemão Rei Guilherme II da Prússia
- Alfred Hugenberg (1865–1951), pelo imperador alemão Rei Guilherme II da Prússia
- Leo Maximilian Baginski (1891 – 1964), em 1919 pelo Príncipe Albert de Thurn e Taxis
- August Bier (1861 – 1949), pelo imperador alemão Rei Guilherme II da Prússia [4]
- Ferdinand Sauerbruch (1875–1951)
- Gottfried von Schmitt (1827-1908), título dado em 1888 pelo Príncipe Regente Leopoldo da Baviera
- Josef von Schmitt (1838-1907), título dado em 1896 pelo Príncipe Regente Leopoldo da Baviera